# Жауме Бартумеу
Жауме Бартумеу Касани (кат. Jaume Bartumeu Cassany; Андора ла Веља, 10. новембар 1954) андорски је политичар и адвокат, који је био премијер Андоре од 2009. до 2011. године. Налазио се на челу Социјалдемократске странке, чији је саоснивач, од 2005. до 2009. године.